# U17-världsmästerskapet i fotboll 2013
U17-världsmästerskapet i fotboll 2013 var det 15:e U17-världsmästerskapet i fotboll och spelades i Förenade arabemiraten, 17 oktober–8 november 2013. Förenade arabemiraten, i egenskap av värdland, blev automatiskt kvalificerade till mästerskapet. De regerande mästarna, Mexiko, blev inte automatiskt kvalificerade men lyckades kvala sig in till mästerskapet. I mästerskapet deltog 24 lag, varav 23 lag kvalificerade sig genom resultat i de regionala juniormästerskapen. De 24 lagen delades upp i sex grupper, där de två främsta i varje grupp samt de fyra bästa treorna gick vidare till åttondelsfinal.
Nigeria blev mästare efter att ha besegrat Mexiko i finalen med slutsiffrorna 3–0. Sverige vann matchen om tredjepris då de besegrade Argentina med slutsiffrorna 4–1. Kelechi Iheanacho från Nigeria utsågs till turneringens bäste spelare (adidas Golden Ball), Valmir Berisha från Sverige vann skytteligan med 7 gjorda mål (adidas Golden Boot), Dele Alampasu från Nigeria utsågs till turneringens bäste målvakt (adidas Golden Glove) och Nigeria vann utmärkelsen Fifa Fair Play Award.
Internationella fotbollsförbundet testade frisparkssprayen under turneringen tillsammans med turneringarna Fifa U-20 och  VM för klubblag innan de beslutade använda den i VM i Brasilien 2014.

## Kvalspel
De 24 lagen kvalificerade sig till mästerskapet genom prestationer i de regionala juniormästerskapen.
Deltagande lag
| AFC (Asien) Asiatiska mästerskapet 2012 - Förenade arabemiraten - Irak - Iran - Japan - Uzbekistan Caf (Afrika) Afrikanska mästerskapet 2013 - Elfenbenskusten - Marocko - Nigeria - Tunisien | Concacaf · (Central-, Nordamerika och Karibien) Concacaf-mästerskapet 2013 - Honduras - Kanada - Mexiko - Panama Conmebol (Sydamerika) Sydamerikanska mästerskapet 2011 - Argentina - Brasilien - Uruguay - Venezuela | OFC (Oceanien) Oceaniska mästerskapet 2013 - Nya Zeeland Uefa (Europa) Europamästerskapet 2013 - Italien - Kroatien - Ryssland - Slovakien - Sverige - Österrike |

## Arenor och spelorter
| Spelort       | Arena                                | Kapacitet |
| ------------- | ------------------------------------ | --------- |
| Abu Dhabi     | Mohammed Bin Zayed-stadion           | 42 056    |
| Dubai         | Al-Rashid Stadium                    | 18 000    |
| al-Ayn        | Sheikh Khalifa International Stadium | 16 000    |
| Sharja        | Sharjah Stadium                      | 12 000    |
| Fujayra       | Fujairah Club Stadium                | 5 000     |
| Ras al-Khayma | Emirates Club Stadium                | 3 000     |

## Grupplottning
Lottning ägde rum den 26 augusti i Abu Dhabi vid Bab Al Bahr Hotel. De regionala konfederationsmästarna för AFC, Caf, Concacaf, Conmebol och Uefa samt värdnationen var i förhand tilldelade var sin grupp. Lag från en konfederation kunde ej lottas in i samma grupp.
| Lottningsgrupper                                                                    | Lottningsgrupper                                                                    | Lottningsgrupper                                                                    | Lottningsgrupper                                                                  | Lottningsgrupper                                                                  | Lottningsgrupper                                                                  | Lottningsgrupper                                                             | Lottningsgrupper                                                             | Lottningsgrupper                                                             | Lottningsgrupper                                                          | Lottningsgrupper                                                          | Lottningsgrupper                                                          |
| Urna 1 AFC, Caf och OFC                                                             | Urna 1 AFC, Caf och OFC                                                             | Urna 1 AFC, Caf och OFC                                                             | Urna 2 Concacaf och Conmebol                                                      | Urna 2 Concacaf och Conmebol                                                      | Urna 2 Concacaf och Conmebol                                                      | Urna 3 Caf och Concacaf                                                      | Urna 3 Caf och Concacaf                                                      | Urna 3 Caf och Concacaf                                                      | Urna 4 Uefa                                                               | Urna 4 Uefa                                                               | Urna 4 Uefa                                                               |
| ----------------------------------------------------------------------------------- | ----------------------------------------------------------------------------------- | ----------------------------------------------------------------------------------- | --------------------------------------------------------------------------------- | --------------------------------------------------------------------------------- | --------------------------------------------------------------------------------- | ---------------------------------------------------------------------------- | ---------------------------------------------------------------------------- | ---------------------------------------------------------------------------- | ------------------------------------------------------------------------- | ------------------------------------------------------------------------- | ------------------------------------------------------------------------- |
| Mall:Landsdata 17 (Grupp A) · Irak · Iran · Japan · Mall:Hfu · Uzbekistan (Grupp C) | Mall:Landsdata 17 (Grupp A) · Irak · Iran · Japan · Mall:Hfu · Uzbekistan (Grupp C) | Mall:Landsdata 17 (Grupp A) · Irak · Iran · Japan · Mall:Hfu · Uzbekistan (Grupp C) | Argentina (Grupp E) · Brasilien · Mexiko (Grupp F) · Panama · Uruguay · Venezuela | Argentina (Grupp E) · Brasilien · Mexiko (Grupp F) · Panama · Uruguay · Venezuela | Argentina (Grupp E) · Brasilien · Mexiko (Grupp F) · Panama · Uruguay · Venezuela | Elfenbenskusten (Grupp B) · Honduras · Kanada · Marocko · Nigeria · Tunisien | Elfenbenskusten (Grupp B) · Honduras · Kanada · Marocko · Nigeria · Tunisien | Elfenbenskusten (Grupp B) · Honduras · Kanada · Marocko · Nigeria · Tunisien | Italien · Kroatien · Ryssland (Grupp D) · Slovakien · Sverige · Österrike | Italien · Kroatien · Ryssland (Grupp D) · Slovakien · Sverige · Österrike | Italien · Kroatien · Ryssland (Grupp D) · Slovakien · Sverige · Österrike |
| Gruppindelning efter lottning                                                       |                                                                                     |                                                                                     |                                                                                   |                                                                                   |                                                                                   |                                                                              |                                                                              |                                                                              |                                                                           |                                                                           |                                                                           |
| Grupp A                                                                             | Grupp A                                                                             | Grupp B                                                                             | Grupp B                                                                           | Grupp C                                                                           | Grupp C                                                                           | Grupp D                                                                      | Grupp D                                                                      | Grupp E                                                                      | Grupp E                                                                   | Grupp F                                                                   | Grupp F                                                                   |
| Brasilien · Förenade arabemiraten · Honduras · Slovakien                            | Brasilien · Förenade arabemiraten · Honduras · Slovakien                            | Elfenbenskusten · Italien · Nya Zeeland · Uruguay                                   | Elfenbenskusten · Italien · Nya Zeeland · Uruguay                                 | Kroatien · Marocko · Panama · Uzbekistan                                          | Kroatien · Marocko · Panama · Uzbekistan                                          | Japan · Ryssland · Tunisien · Venezuela                                      | Japan · Ryssland · Tunisien · Venezuela                                      | Argentina · Iran · Kanada · Österrike                                        | Argentina · Iran · Kanada · Österrike                                     | Irak · Mexiko · Nigeria · Sverige                                         | Irak · Mexiko · Nigeria · Sverige                                         |

## Gruppspel
Tiderna är angivna i UTC+4.

### Grupp A
Grupp A bestod av Brasilien från Conmebol, värdnationen Förenade arabemiraten från AFC, Honduras från Concacaf samt Slovakien från Uefa. De fyra lagen gjorde totalt 26 mål på 6 matcher, med ett målsnitt på 4,33 mål per match. Brasilien och Japan från grupp D var de enda lagen som lyckades få ihop högsta möjliga poäng i gruppspelet (9 poäng).
Boschilia och Nathan från Brasilien samt Tomáš Vestenický från Slovakien gjorde flest mål i grupp A (4 mål). Förenade arabemiraten blev den tredje värdnationen i mästerskapets historia som slutade utan poäng i gruppspelet. Tidigare hade Kanada (VM 1987) och Trinidad och Tobago (VM 2001) slutat poänglösa som värd för mästerskapet.
Brasilien och Honduras avancerade direkt till åttondelsfinalerna i utslagsspelet efter 6 matcher. Slovakien avancerade till åttondelsfinalerna då de var en av de fyra bästa tredjeplacerade lagen i gruppspelet.
Matcherna ur grupp A sågs av totalt 40 004 åskådare, med ett publiksnitt på 6 667,33 åskådare per match.
| 1     | 17 oktober | Brasilien                                                | 6 – 1   | Slovakien | Mohammed Bin Zayed-stadion                                       |                                                                  |
| 17:00 | 17:00      | Mosquito 17′, 30′ (str.), 70′ Nathan 45+2′, 51′ Caio 56′ | (3 – 0) | Vavro 68′ | Abu Dhabi Publik: 8 650 Domare: Marco Antonio Rodríguez (Mexiko) | Abu Dhabi Publik: 8 650 Domare: Marco Antonio Rodríguez (Mexiko) |
| 17:00 | 17:00      |                                                          |         |           | Abu Dhabi Publik: 8 650 Domare: Marco Antonio Rodríguez (Mexiko) | Abu Dhabi Publik: 8 650 Domare: Marco Antonio Rodríguez (Mexiko) |
| 17:00 | 17:00      |                                                          |         |           | Abu Dhabi Publik: 8 650 Domare: Marco Antonio Rodríguez (Mexiko) | Abu Dhabi Publik: 8 650 Domare: Marco Antonio Rodríguez (Mexiko) |

| 3     | 17 oktober | Förenade arabemiraten | 1 – 2   | Honduras                 | Mohammed Bin Zayed-stadion                                |                                                           |
| 20:00 | 20:00      | Khalfan 33′           | (1 – 1) | Medina 20′ Velásquez 86′ | Abu Dhabi Publik: 8 650 Domare: Gianluca Rocchi (Italien) | Abu Dhabi Publik: 8 650 Domare: Gianluca Rocchi (Italien) |
| 20:00 | 20:00      |                       |         |                          | Abu Dhabi Publik: 8 650 Domare: Gianluca Rocchi (Italien) | Abu Dhabi Publik: 8 650 Domare: Gianluca Rocchi (Italien) |
| 20:00 | 20:00      |                       |         |                          | Abu Dhabi Publik: 8 650 Domare: Gianluca Rocchi (Italien) | Abu Dhabi Publik: 8 650 Domare: Gianluca Rocchi (Italien) |

| 13    | 20 oktober | Slovakien           | 2 – 2   | Honduras                | Mohammed Bin Zayed-stadion                                |                                                           |
| 17:00 | 17:00      | Vestenický 48′, 57′ | (0 – 1) | Flores 20′ Bodden 90+2′ | Abu Dhabi Publik: 8 200 Domare: Abdulrahman Abdou (Qatar) | Abu Dhabi Publik: 8 200 Domare: Abdulrahman Abdou (Qatar) |
| 17:00 | 17:00      |                     |         |                         | Abu Dhabi Publik: 8 200 Domare: Abdulrahman Abdou (Qatar) | Abu Dhabi Publik: 8 200 Domare: Abdulrahman Abdou (Qatar) |
| 17:00 | 17:00      |                     |         |                         | Abu Dhabi Publik: 8 200 Domare: Abdulrahman Abdou (Qatar) | Abu Dhabi Publik: 8 200 Domare: Abdulrahman Abdou (Qatar) |

| 15    | 20 oktober | Förenade arabemiraten | 1 – 6   | Brasilien                                                    | Mohammed Bin Zayed-stadion                                 |                                                            |
| 20:00 | 20:00      | Ahmed 89′             | (0 – 3) | Boschilia 9′, 33′ Nathan 41′, 66′ Joanderson 73′ Gabriel 84′ | Abu Dhabi Publik: 8 200 Domare: Mark Clattenburg (England) | Abu Dhabi Publik: 8 200 Domare: Mark Clattenburg (England) |
| 20:00 | 20:00      |                       |         |                                                              | Abu Dhabi Publik: 8 200 Domare: Mark Clattenburg (England) | Abu Dhabi Publik: 8 200 Domare: Mark Clattenburg (England) |
| 20:00 | 20:00      |                       |         |                                                              | Abu Dhabi Publik: 8 200 Domare: Mark Clattenburg (England) | Abu Dhabi Publik: 8 200 Domare: Mark Clattenburg (England) |

| 27    | 23 oktober | Slovakien           | 2 – 0   | Förenade arabemiraten | Mohammed Bin Zayed-stadion                            |                                                       |
| 20:00 | 20:00      | Vestenický 36′, 58′ | (1 – 0) |                       | Abu Dhabi Publik: 3 642 Domare: Juan Soto (Venezuela) | Abu Dhabi Publik: 3 642 Domare: Juan Soto (Venezuela) |
| 20:00 | 20:00      |                     |         |                       | Abu Dhabi Publik: 3 642 Domare: Juan Soto (Venezuela) | Abu Dhabi Publik: 3 642 Domare: Juan Soto (Venezuela) |
| 20:00 | 20:00      |                     |         |                       | Abu Dhabi Publik: 3 642 Domare: Juan Soto (Venezuela) | Abu Dhabi Publik: 3 642 Domare: Juan Soto (Venezuela) |

| 28    | 23 oktober | Honduras | 0 – 3   | Brasilien                          | Emirates Club Stadium                                         |                                                               |
| 20:00 | 20:00      |          | (0 – 2) | Boschilia 14′, 45′ Caio Rangel 64′ | Ras al-Khayma Publik: 2 662 Domare: Wolfgang Stark (Tyskland) | Ras al-Khayma Publik: 2 662 Domare: Wolfgang Stark (Tyskland) |
| 20:00 | 20:00      |          |         |                                    | Ras al-Khayma Publik: 2 662 Domare: Wolfgang Stark (Tyskland) | Ras al-Khayma Publik: 2 662 Domare: Wolfgang Stark (Tyskland) |
| 20:00 | 20:00      |          |         |                                    | Ras al-Khayma Publik: 2 662 Domare: Wolfgang Stark (Tyskland) | Ras al-Khayma Publik: 2 662 Domare: Wolfgang Stark (Tyskland) |

### Grupp B
Grupp B bestod av Elfenbenskusten från Caf, Italien från Uefa, Nya Zeeland från OFC samt Uruguay från Conmebol. De fyra lagen gjorde totalt 17 mål på 6 matcher, med ett målsnitt på 2,83 mål per match. Franco Acosta från Uruguay gjorde flest mål i grupp B (3 mål).
Uruguay och Italien avancerade direkt till åttondelsfinalerna i utslagsspelet efter 6 matcher. Elfenbenskusten avancerade till åttondelsfinalerna då de var en av de fyra bästa tredjeplacerade lagen i gruppspelet.
Matcherna ur grupp B sågs av totalt 13 670 åskådare, med ett publiksnitt på 2 278,33 åskådare per match. Detta var gruppen med det minsta antalet åskådare sett över sex matcher.
| 2     | 17 oktober | Uruguay                                                                    | 7 – 0   | Nya Zeeland | Emirates Club Stadium                                         |                                                               |
| 17:00 | 17:00      | Méndez 3′ Otormín 37′, 63′ Acosta 49′, 57′ Ospitaleche 75′ Pizzichillo 89′ | (2 – 0) |             | Ras al-Khayma Publik: 1 201 Domare: Wolfgang Stark (Tyskland) | Ras al-Khayma Publik: 1 201 Domare: Wolfgang Stark (Tyskland) |
| 17:00 | 17:00      |                                                                            |         |             | Ras al-Khayma Publik: 1 201 Domare: Wolfgang Stark (Tyskland) | Ras al-Khayma Publik: 1 201 Domare: Wolfgang Stark (Tyskland) |
| 17:00 | 17:00      |                                                                            |         |             | Ras al-Khayma Publik: 1 201 Domare: Wolfgang Stark (Tyskland) | Ras al-Khayma Publik: 1 201 Domare: Wolfgang Stark (Tyskland) |

| 4     | 17 oktober | Elfenbenskusten | 0 – 1   | Italien  | Emirates Club Stadium                                         |                                                               |
| 20:00 | 20:00      |                 | (0 – 0) | Vido 46′ | Ras al-Khayma Publik: 1 201 Domare: Néstor Pitana (Argentina) | Ras al-Khayma Publik: 1 201 Domare: Néstor Pitana (Argentina) |
| 20:00 | 20:00      |                 |         |          | Ras al-Khayma Publik: 1 201 Domare: Néstor Pitana (Argentina) | Ras al-Khayma Publik: 1 201 Domare: Néstor Pitana (Argentina) |
| 20:00 | 20:00      |                 |         |          | Ras al-Khayma Publik: 1 201 Domare: Néstor Pitana (Argentina) | Ras al-Khayma Publik: 1 201 Domare: Néstor Pitana (Argentina) |

| 14    | 20 oktober | Uruguay      | 1 – 1   | Elfenbenskusten | Emirates Club Stadium                                         |                                                               |
| 17:00 | 17:00      | Acosta 90+4′ | (0 – 1) | Keita 17′       | Ras al-Khayma Publik: 2 482 Domare: Craig Thomson (Skottland) | Ras al-Khayma Publik: 2 482 Domare: Craig Thomson (Skottland) |
| 17:00 | 17:00      |              |         |                 | Ras al-Khayma Publik: 2 482 Domare: Craig Thomson (Skottland) | Ras al-Khayma Publik: 2 482 Domare: Craig Thomson (Skottland) |
| 17:00 | 17:00      |              |         |                 | Ras al-Khayma Publik: 2 482 Domare: Craig Thomson (Skottland) | Ras al-Khayma Publik: 2 482 Domare: Craig Thomson (Skottland) |

| 16    | 20 oktober | Italien  | 1 – 0   | Nya Zeeland | Emirates Club Stadium                                           |                                                                 |
| 20:00 | 20:00      | Vido 48′ | (0 – 0) |             | Ras al-Khayma Publik: 2 482 Domare: Elmer Bonilla (El Salvador) | Ras al-Khayma Publik: 2 482 Domare: Elmer Bonilla (El Salvador) |
| 20:00 | 20:00      |          |         |             | Ras al-Khayma Publik: 2 482 Domare: Elmer Bonilla (El Salvador) | Ras al-Khayma Publik: 2 482 Domare: Elmer Bonilla (El Salvador) |
| 20:00 | 20:00      |          |         |             | Ras al-Khayma Publik: 2 482 Domare: Elmer Bonilla (El Salvador) | Ras al-Khayma Publik: 2 482 Domare: Elmer Bonilla (El Salvador) |

| 25    | 23 oktober | Nya Zeeland | 0 – 3   | Elfenbenskusten             | Mohammed Bin Zayed-stadion                                |                                                           |
| 17:00 | 17:00      |             | (0 – 1) | Bakayoko 25′, 48′ Yakou 87′ | Abu Dhabi Publik: 3 642 Domare: Abdulrahman Abdou (Qatar) | Abu Dhabi Publik: 3 642 Domare: Abdulrahman Abdou (Qatar) |
| 17:00 | 17:00      |             |         |                             | Abu Dhabi Publik: 3 642 Domare: Abdulrahman Abdou (Qatar) | Abu Dhabi Publik: 3 642 Domare: Abdulrahman Abdou (Qatar) |
| 17:00 | 17:00      |             |         |                             | Abu Dhabi Publik: 3 642 Domare: Abdulrahman Abdou (Qatar) | Abu Dhabi Publik: 3 642 Domare: Abdulrahman Abdou (Qatar) |

| 26    | 23 oktober | Italien      | 1 – 2   | Uruguay                  | Emirates Club Stadium                                               |                                                                     |
| 17:00 | 17:00      | Parigini 11′ | (1 – 1) | Bregonis 15′ Benitez 64′ | Ras al-Khayma Publik: 2 662 Domare: Khalil Al Ghamdi (Saudiarabien) | Ras al-Khayma Publik: 2 662 Domare: Khalil Al Ghamdi (Saudiarabien) |
| 17:00 | 17:00      |              |         |                          | Ras al-Khayma Publik: 2 662 Domare: Khalil Al Ghamdi (Saudiarabien) | Ras al-Khayma Publik: 2 662 Domare: Khalil Al Ghamdi (Saudiarabien) |
| 17:00 | 17:00      |              |         |                          | Ras al-Khayma Publik: 2 662 Domare: Khalil Al Ghamdi (Saudiarabien) | Ras al-Khayma Publik: 2 662 Domare: Khalil Al Ghamdi (Saudiarabien) |

### Grupp C
Grupp C bestod av Kroatien från Uefa, Marocko från Caf, Panama från Concacaf samt Uzbekistan från AFC. De fyra lagen gjorde totalt 16 mål på 6 matcher, med ett målsnitt på 2,67 mål per match. Karim Achahbar från Marocko gjorde flest mål i grupp C (3 mål).
Marocko och Uzbekistan avancerade direkt till åttondelsfinalerna i utslagsspelet efter 6 matcher.
Matcherna ur grupp C sågs av totalt 26 386 åskådare, med ett publiksnitt på 4 397,66 åskådare per match.
| 5     | 18 oktober | Kroatien  | 1 – 3   | Marocko                     | Fujairah Club Stadium                            |                                                  |
| 17:00 | 17:00      | Murić 59′ | (0 – 3) | Achahbar 27′, 40′ Jaadi 45′ | Fujayra Publik: 4 296 Domare: Jair Marrufo (USA) | Fujayra Publik: 4 296 Domare: Jair Marrufo (USA) |
| 17:00 | 17:00      |           |         |                             | Fujayra Publik: 4 296 Domare: Jair Marrufo (USA) | Fujayra Publik: 4 296 Domare: Jair Marrufo (USA) |
| 17:00 | 17:00      |           |         |                             | Fujayra Publik: 4 296 Domare: Jair Marrufo (USA) | Fujayra Publik: 4 296 Domare: Jair Marrufo (USA) |

| 7     | 18 oktober | Panama | 0 – 2   | Uzbekistan                 | Fujairah Club Stadium                                    |                                                          |
| 20:00 | 20:00      |        | (0 – 0) | Abbasov 68′ Ashurmatov 76′ | Fujayra Publik: 4 296 Domare: Daniel Bennett (Sydafrika) | Fujayra Publik: 4 296 Domare: Daniel Bennett (Sydafrika) |
| 20:00 | 20:00      |        |         |                            | Fujayra Publik: 4 296 Domare: Daniel Bennett (Sydafrika) | Fujayra Publik: 4 296 Domare: Daniel Bennett (Sydafrika) |
| 20:00 | 20:00      |        |         |                            | Fujayra Publik: 4 296 Domare: Daniel Bennett (Sydafrika) | Fujayra Publik: 4 296 Domare: Daniel Bennett (Sydafrika) |

| 17    | 21 oktober | Kroatien     | 1 – 0   | Panama | Fujairah Club Stadium                                 |                                                       |
| 17:00 | 17:00      | Roguljić 26′ | (1 – 0) |        | Fujayra Publik: 5 093 Domare: Norbert Hauata (Tahiti) | Fujayra Publik: 5 093 Domare: Norbert Hauata (Tahiti) |
| 17:00 | 17:00      |              |         |        | Fujayra Publik: 5 093 Domare: Norbert Hauata (Tahiti) | Fujayra Publik: 5 093 Domare: Norbert Hauata (Tahiti) |
| 17:00 | 17:00      |              |         |        | Fujayra Publik: 5 093 Domare: Norbert Hauata (Tahiti) | Fujayra Publik: 5 093 Domare: Norbert Hauata (Tahiti) |

| 19    | 21 oktober | Uzbekistan | 0 – 0 | Marocko | Fujairah Club Stadium                               |                                                     |
| 20:00 | 20:00      |            |       |         | Fujayra Publik: 5 093 Domare: Raúl Orosco (Bolivia) | Fujayra Publik: 5 093 Domare: Raúl Orosco (Bolivia) |
| 20:00 | 20:00      |            |       |         | Fujayra Publik: 5 093 Domare: Raúl Orosco (Bolivia) | Fujayra Publik: 5 093 Domare: Raúl Orosco (Bolivia) |
| 20:00 | 20:00      |            |       |         | Fujayra Publik: 5 093 Domare: Raúl Orosco (Bolivia) | Fujayra Publik: 5 093 Domare: Raúl Orosco (Bolivia) |

| 31    | 24 oktober | Uzbekistan                          | 2 – 1   | Kroatien      | Fujairah Club Stadium                                     |                                                           |
| 20:00 | 20:00      | Caleta-Car 14′ (sjm.) Boltaboev 79′ | (1 – 1) | Halilović 27′ | Fujayra Publik: 2 425 Domare: Elmer Bonilla (El Salvador) | Fujayra Publik: 2 425 Domare: Elmer Bonilla (El Salvador) |
| 20:00 | 20:00      |                                     |         |               | Fujayra Publik: 2 425 Domare: Elmer Bonilla (El Salvador) | Fujayra Publik: 2 425 Domare: Elmer Bonilla (El Salvador) |
| 20:00 | 20:00      |                                     |         |               | Fujayra Publik: 2 425 Domare: Elmer Bonilla (El Salvador) | Fujayra Publik: 2 425 Domare: Elmer Bonilla (El Salvador) |

| 32    | 24 oktober | Marocko                              | 4 – 2   | Panama                | Sharjah Stadium                                        |                                                        |
| 20:00 | 20:00      | Bnou 30′, 40′ Sakhi 49′ Achahbar 85′ | (2 – 1) | Wald 20′ Zorrilla 88′ | Sharja Publik: 5 183 Domare: Pavel Královec (Tjeckien) | Sharja Publik: 5 183 Domare: Pavel Královec (Tjeckien) |
| 20:00 | 20:00      |                                      |         |                       | Sharja Publik: 5 183 Domare: Pavel Královec (Tjeckien) | Sharja Publik: 5 183 Domare: Pavel Královec (Tjeckien) |
| 20:00 | 20:00      |                                      |         |                       | Sharja Publik: 5 183 Domare: Pavel Královec (Tjeckien) | Sharja Publik: 5 183 Domare: Pavel Královec (Tjeckien) |

### Grupp D
Grupp D bestod av Japan från AFC, Ryssland från Uefa, Tunisien från Caf samt Venezuela från Conmebol. De fyra lagen gjorde totalt 16 mål på 6 matcher, med ett målsnitt på 2,67 mål per match. Ryoma Watanabe från Japan gjorde flest mål i Grupp D (3 mål). Japan och Brasilien från grupp A var de enda lagen som lyckades få ihop högsta möjliga poäng i gruppspelet (9 poäng).
Japan och Tunisien avancerade direkt till åttondelsfinalerna i utslagsspelet efter 6 matcher. Ryssland avancerade till åttondelsfinalerna då de var en av de fyra bästa tredjeplacerade lagen i gruppspelet.
Matcherna ur Grupp D sågs av totalt 20 618 åskådare, med ett publiksnitt på 3 436,33 åskådare per match.
| 6     | 18 oktober | Tunisien                       | 2 – 1   | Venezuela   | Sharjah Stadium                                              |                                                              |
| 17:00 | 17:00      | Jbeli 25′ Ben Larbi 47′ (str.) | (1 – 0) | Márquez 51′ | Sharja Publik: 3 135 Domare: Khalil Al-Ghamdi (Saudiarabien) | Sharja Publik: 3 135 Domare: Khalil Al-Ghamdi (Saudiarabien) |
| 17:00 | 17:00      |                                |         |             | Sharja Publik: 3 135 Domare: Khalil Al-Ghamdi (Saudiarabien) | Sharja Publik: 3 135 Domare: Khalil Al-Ghamdi (Saudiarabien) |
| 17:00 | 17:00      |                                |         |             | Sharja Publik: 3 135 Domare: Khalil Al-Ghamdi (Saudiarabien) | Sharja Publik: 3 135 Domare: Khalil Al-Ghamdi (Saudiarabien) |

| 8     | 18 oktober | Ryssland | 0 – 1   | Japan    | Sharjah Stadium                                              |                                                              |
| 20:00 | 20:00      |          | (0 – 1) | Uryu 15′ | Sharja Publik: 3 135 Domare: Héber Roberto Lopes (Brasilien) | Sharja Publik: 3 135 Domare: Héber Roberto Lopes (Brasilien) |
| 20:00 | 20:00      |          |         |          | Sharja Publik: 3 135 Domare: Héber Roberto Lopes (Brasilien) | Sharja Publik: 3 135 Domare: Héber Roberto Lopes (Brasilien) |
| 20:00 | 20:00      |          |         |          | Sharja Publik: 3 135 Domare: Héber Roberto Lopes (Brasilien) | Sharja Publik: 3 135 Domare: Héber Roberto Lopes (Brasilien) |

| 18    | 21 oktober | Tunisien  | 1 – 0   | Ryssland | Sharjah Stadium                                      |                                                      |
| 17:00 | 17:00      | Gabsi 61′ | (0 – 0) |          | Sharja Publik: 3 370 Domare: Kim Dong-Jin (Sydkorea) | Sharja Publik: 3 370 Domare: Kim Dong-Jin (Sydkorea) |
| 17:00 | 17:00      |           |         |          | Sharja Publik: 3 370 Domare: Kim Dong-Jin (Sydkorea) | Sharja Publik: 3 370 Domare: Kim Dong-Jin (Sydkorea) |
| 17:00 | 17:00      |           |         |          | Sharja Publik: 3 370 Domare: Kim Dong-Jin (Sydkorea) | Sharja Publik: 3 370 Domare: Kim Dong-Jin (Sydkorea) |

| 20    | 21 oktober | Japan                                | 3 – 1   | Venezuela     | Sharjah Stadium                                      |                                                      |
| 20:00 | 20:00      | Sugimoto 7′ Watanabe 44′, 78′ (atr.) | (2 – 1) | Caraballo 17′ | Sharja Publik: 3 370 Domare: Badara Diatta (Senegal) | Sharja Publik: 3 370 Domare: Badara Diatta (Senegal) |
| 20:00 | 20:00      |                                      |         |               | Sharja Publik: 3 370 Domare: Badara Diatta (Senegal) | Sharja Publik: 3 370 Domare: Badara Diatta (Senegal) |
| 20:00 | 20:00      |                                      |         |               | Sharja Publik: 3 370 Domare: Badara Diatta (Senegal) | Sharja Publik: 3 370 Domare: Badara Diatta (Senegal) |

| 29    | 24 oktober | Venezuela | 0 – 4   | Ryssland                                    | Fujairah Club Stadium                                    |                                                          |
| 17:00 | 17:00      |           | (0 – 3) | Makarov 16′ Sheidaev 39′, 85′ Golovin 45+2′ | Fujayra Publik: 2 425 Domare: Daniel Bennett (Sydafrika) | Fujayra Publik: 2 425 Domare: Daniel Bennett (Sydafrika) |
| 17:00 | 17:00      |           |         |                                             | Fujayra Publik: 2 425 Domare: Daniel Bennett (Sydafrika) | Fujayra Publik: 2 425 Domare: Daniel Bennett (Sydafrika) |
| 17:00 | 17:00      |           |         |                                             | Fujayra Publik: 2 425 Domare: Daniel Bennett (Sydafrika) | Fujayra Publik: 2 425 Domare: Daniel Bennett (Sydafrika) |

| 30    | 24 oktober | Japan                    | 2 – 1   | Tunisien     | Sharjah Stadium                                      |                                                      |
| 17:00 | 17:00      | Sakai 87′ Watanabe 90+3′ | (0 – 1) | Drager 45+2′ | Sharja Publik: 5 183 Domare: Norbert Hauata (Tahiti) | Sharja Publik: 5 183 Domare: Norbert Hauata (Tahiti) |
| 17:00 | 17:00      |                          |         |              | Sharja Publik: 5 183 Domare: Norbert Hauata (Tahiti) | Sharja Publik: 5 183 Domare: Norbert Hauata (Tahiti) |
| 17:00 | 17:00      |                          |         |              | Sharja Publik: 5 183 Domare: Norbert Hauata (Tahiti) | Sharja Publik: 5 183 Domare: Norbert Hauata (Tahiti) |

### Grupp E
Grupp E bestod av Argentina från Conmebol, Iran från AFC, Kanada från Concacaf samt Österrike från Uefa. De fyra lagen gjorde totalt 17 mål på 6 matcher, med ett målsnitt på 2,83 mål per match. Jordan Hamilton från Kanada och Nikola Zivotic från Österrike gjorde flest mål i Grupp E (2 mål).
Argentina och Iran avancerade direkt till åttondelsfinalerna i utslagsspelet efter 6 matcher.
Matcherna ur Grupp E sågs av totalt 48 473 åskådare, med ett publiksnitt på 8 078,83 åskådare per match. Detta var gruppen med det högsta antalet åskådare sett över sex matcher.
| 9     | 19 oktober | Kanada                         | 2 – 2   | Österrike               | Al-Rashid Stadium                                  |                                                    |
| 17:00 | 17:00      | Hamilton 53′ Roubos 58′ (str.) | (0 – 1) | Horvath 28′ Zivotic 61′ | Dubai Publik: 5 952 Domare: Slim Jedidi (Tunisien) | Dubai Publik: 5 952 Domare: Slim Jedidi (Tunisien) |
| 17:00 | 17:00      |                                |         |                         | Dubai Publik: 5 952 Domare: Slim Jedidi (Tunisien) | Dubai Publik: 5 952 Domare: Slim Jedidi (Tunisien) |
| 17:00 | 17:00      |                                |         |                         | Dubai Publik: 5 952 Domare: Slim Jedidi (Tunisien) | Dubai Publik: 5 952 Domare: Slim Jedidi (Tunisien) |

| 11    | 19 oktober | Iran       | 1 – 1   | Argentina   | Al-Rashid Stadium                                     |                                                       |
| 20:00 | 20:00      | Hashemi 1′ | (1 – 1) | Driussi 15′ | Dubai Publik: 5 952 Domare: Pavel Královec (Tjeckien) | Dubai Publik: 5 952 Domare: Pavel Královec (Tjeckien) |
| 20:00 | 20:00      |            |         |             | Dubai Publik: 5 952 Domare: Pavel Královec (Tjeckien) | Dubai Publik: 5 952 Domare: Pavel Královec (Tjeckien) |
| 20:00 | 20:00      |            |         |             | Dubai Publik: 5 952 Domare: Pavel Královec (Tjeckien) | Dubai Publik: 5 952 Domare: Pavel Královec (Tjeckien) |

| 21    | 22 oktober | Kanada       | 1 – 1   | Iran      | Al-Rashid Stadium                                   |                                                     |
| 17:00 | 17:00      | Hamilton 48′ | (0 – 1) | Karimi 7′ | Dubai Publik: 9 135 Domare: Héber Lopes (Brasilien) | Dubai Publik: 9 135 Domare: Héber Lopes (Brasilien) |
| 17:00 | 17:00      |              |         |           | Dubai Publik: 9 135 Domare: Héber Lopes (Brasilien) | Dubai Publik: 9 135 Domare: Héber Lopes (Brasilien) |
| 17:00 | 17:00      |              |         |           | Dubai Publik: 9 135 Domare: Héber Lopes (Brasilien) | Dubai Publik: 9 135 Domare: Héber Lopes (Brasilien) |

| 23    | 22 oktober | Argentina                          | 3 – 2   | Österrike                  | Al-Rashid Stadium                              |                                                |
| 20:00 | 20:00      | Ibañez 42′ Ferreyra 51′ Suárez 88′ | (1 – 1) | Zivotic 31′ Pellegrini 79′ | Dubai Publik: 9 135 Domare: Jair Marrufo (USA) | Dubai Publik: 9 135 Domare: Jair Marrufo (USA) |
| 20:00 | 20:00      |                                    |         |                            | Dubai Publik: 9 135 Domare: Jair Marrufo (USA) | Dubai Publik: 9 135 Domare: Jair Marrufo (USA) |
| 20:00 | 20:00      |                                    |         |                            | Dubai Publik: 9 135 Domare: Jair Marrufo (USA) | Dubai Publik: 9 135 Domare: Jair Marrufo (USA) |

| 35    | 25 oktober | Argentina                     | 3 – 0   | Kanada | Al-Rashid Stadium                                       |                                                         |
| 20:00 | 20:00      | Ibañez 45+1′ Sánchez 46′, 75′ | (1 – 0) |        | Dubai Publik: 10 120 Domare: Mark Clattenburg (England) | Dubai Publik: 10 120 Domare: Mark Clattenburg (England) |
| 20:00 | 20:00      |                               |         |        | Dubai Publik: 10 120 Domare: Mark Clattenburg (England) | Dubai Publik: 10 120 Domare: Mark Clattenburg (England) |
| 20:00 | 20:00      |                               |         |        | Dubai Publik: 10 120 Domare: Mark Clattenburg (England) | Dubai Publik: 10 120 Domare: Mark Clattenburg (England) |

| 36    | 25 oktober | Österrike | 0 – 1   | Iran        | Sheikh Khalifa International Stadium               |                                                    |
| 20:00 | 20:00      |           | (0 – 1) | Seyyedi 36′ | al-Ayn Publik: 8 179 Domare: Raúl Orosco (Bolivia) | al-Ayn Publik: 8 179 Domare: Raúl Orosco (Bolivia) |
| 20:00 | 20:00      |           |         |             | al-Ayn Publik: 8 179 Domare: Raúl Orosco (Bolivia) | al-Ayn Publik: 8 179 Domare: Raúl Orosco (Bolivia) |
| 20:00 | 20:00      |           |         |             | al-Ayn Publik: 8 179 Domare: Raúl Orosco (Bolivia) | al-Ayn Publik: 8 179 Domare: Raúl Orosco (Bolivia) |

### Grupp F
Grupp F bestod av Irak från AFC, Mexiko från Concacaf, Nigeria från Caf samt Sverige från Uefa. De fyra lagen gjorde totalt 28 mål på 6 matcher, med ett målsnitt på 4,66 mål per match. Kelechi Iheanacho från Nigeria gjorde flest mål i grupp F (4 mål).
Nigeria och Mexiko avancerade direkt till åttondelsfinalerna i utslagsspelet efter 6 matcher. Sverige avancerade till åttondelsfinalerna då de var en av de fyra bästa tredjeplacerade lagen i gruppspelet.
Matcherna ur grupp F sågs av totalt 47 911 åskådare, med ett publiksnitt på 7 985,16 åskådare per match.
| 10    | 19 oktober | Mexiko     | 1 – 6   | Nigeria                                            | Sheikh Khalifa International Stadium                   |                                                        |
| 17:00 | 17:00      | Jaimes 41′ | (1 – 2) | Iheanacho 33′, 40′, 49′, 70′ Nwakali 52′ Isaac 60′ | al-Ayn Publik: 7 653 Domare: Svein Oddvar Moen (Norge) | al-Ayn Publik: 7 653 Domare: Svein Oddvar Moen (Norge) |
| 17:00 | 17:00      |            |         |                                                    | al-Ayn Publik: 7 653 Domare: Svein Oddvar Moen (Norge) | al-Ayn Publik: 7 653 Domare: Svein Oddvar Moen (Norge) |
| 17:00 | 17:00      |            |         |                                                    | al-Ayn Publik: 7 653 Domare: Svein Oddvar Moen (Norge) | al-Ayn Publik: 7 653 Domare: Svein Oddvar Moen (Norge) |

| 12    | 19 oktober | Irak      | 1 – 4   | Sverige                                  | Sheikh Khalifa International Stadium               |                                                    |
| 20:00 | 20:00      | Salam 54′ | (0 – 1) | Engvall 37′, 67′ Salétros 72′ Suljić 88′ | al-Ayn Publik: 7 653 Domare: Juan Soto (Venezuela) | al-Ayn Publik: 7 653 Domare: Juan Soto (Venezuela) |
| 20:00 | 20:00      |           |         |                                          | al-Ayn Publik: 7 653 Domare: Juan Soto (Venezuela) | al-Ayn Publik: 7 653 Domare: Juan Soto (Venezuela) |
| 20:00 | 20:00      |           |         |                                          | al-Ayn Publik: 7 653 Domare: Juan Soto (Venezuela) | al-Ayn Publik: 7 653 Domare: Juan Soto (Venezuela) |

| 22    | 22 oktober | Mexiko                         | 3 – 1   | Irak       | Sheikh Khalifa International Stadium                |                                                     |
| 17:00 | 17:00      | Díaz 31′ Almanza 41′ Rivas 84′ | (2 – 0) | Kareem 61′ | al-Ayn Publik: 7 153 Domare: Slim Jedidi (Tunisien) | al-Ayn Publik: 7 153 Domare: Slim Jedidi (Tunisien) |
| 17:00 | 17:00      |                                |         |            | al-Ayn Publik: 7 153 Domare: Slim Jedidi (Tunisien) | al-Ayn Publik: 7 153 Domare: Slim Jedidi (Tunisien) |
| 17:00 | 17:00      |                                |         |            | al-Ayn Publik: 7 153 Domare: Slim Jedidi (Tunisien) | al-Ayn Publik: 7 153 Domare: Slim Jedidi (Tunisien) |

| 24    | 22 oktober | Sverige                        | 3 – 3   | Nigeria                          | Sheikh Khalifa International Stadium                   |                                                        |
| 20:00 | 20:00      | Berisha 11′, 19′ Halvadzic 65′ | (2 – 1) | Isaac 22′ Yahaya 48′ Awoniyi 81′ | al-Ayn Publik: 7 153 Domare: Néstor Pitana (Argentina) | al-Ayn Publik: 7 153 Domare: Néstor Pitana (Argentina) |
| 20:00 | 20:00      |                                |         |                                  | al-Ayn Publik: 7 153 Domare: Néstor Pitana (Argentina) | al-Ayn Publik: 7 153 Domare: Néstor Pitana (Argentina) |
| 20:00 | 20:00      |                                |         |                                  | al-Ayn Publik: 7 153 Domare: Néstor Pitana (Argentina) | al-Ayn Publik: 7 153 Domare: Néstor Pitana (Argentina) |

| 33    | 25 oktober | Nigeria                                                 | 5 – 0   | Irak | Al-Rashid Stadium                                      |                                                        |
| 17:00 | 17:00      | Muhammed 4′ (str.) Nwakali 4′ Yahaya 17′, 41′ Obasi 90′ | (4 – 0) |      | Dubai Publik: 10 120 Domare: Gianluca Rocchi (Italien) | Dubai Publik: 10 120 Domare: Gianluca Rocchi (Italien) |
| 17:00 | 17:00      |                                                         |         |      | Dubai Publik: 10 120 Domare: Gianluca Rocchi (Italien) | Dubai Publik: 10 120 Domare: Gianluca Rocchi (Italien) |
| 17:00 | 17:00      |                                                         |         |      | Dubai Publik: 10 120 Domare: Gianluca Rocchi (Italien) | Dubai Publik: 10 120 Domare: Gianluca Rocchi (Italien) |

| 34    | 25 oktober | Sverige | 0 – 1   | Mexiko     | Sheikh Khalifa International Stadium                 |                                                      |
| 17:00 | 17:00      |         | (0 – 0) | Jaimes 86′ | al-Ayn Publik: 8 179 Domare: Dong Jin Kim (Sydkorea) | al-Ayn Publik: 8 179 Domare: Dong Jin Kim (Sydkorea) |
| 17:00 | 17:00      |         |         |            | al-Ayn Publik: 8 179 Domare: Dong Jin Kim (Sydkorea) | al-Ayn Publik: 8 179 Domare: Dong Jin Kim (Sydkorea) |
| 17:00 | 17:00      |         |         |            | al-Ayn Publik: 8 179 Domare: Dong Jin Kim (Sydkorea) | al-Ayn Publik: 8 179 Domare: Dong Jin Kim (Sydkorea) |

### Ranking av grupptreor
| \| Nr \| Lag (grupp) \| S \| V \| O \| F \| GM \| IM \| MS \| P \| \| -- \| ------------------- \| - \| - \| - \| - \| -- \| -- \| -- \| - \| \| 1 \| Sverige (F) \| 3 \| 1 \| 1 \| 1 \| 7 \| 5 \| +2 \| 4 \| \| 2 \| Elfenbenskusten (B) \| 3 \| 1 \| 1 \| 1 \| 4 \| 2 \| +2 \| 4 \| \| 3 \| Slovakien (A) \| 3 \| 1 \| 1 \| 1 \| 5 \| 8 \| −3 \| 4 \| \| 4 \| Ryssland (D) \| 3 \| 1 \| 0 \| 2 \| 4 \| 2 \| +2 \| 3 \| \| 5 \| Kroatien (C) \| 3 \| 1 \| 0 \| 2 \| 3 \| 5 \| −2 \| 3 \| \| 6 \| Kanada (E) \| 3 \| 0 \| 2 \| 1 \| 3 \| 6 \| −3 \| 2 \| | De fyra bästa tredjeplacerade lagen kvalificerade sig till att spela vidare i turneringens utslagsspel. Följande kriterier användes för att avgöra vilka fyra lag som skulle avancera från gruppspelet: 1. Flest antal poäng 2. Målskillnad 3. Flest antal gjorda mål 4. Lottning |   |   |   |   |    |    |    |   |
| Nr | Lag (grupp) | S | V | O | F | GM | IM | MS | P |
| 1 | Sverige (F) | 3 | 1 | 1 | 1 | 7  | 5  | +2 | 4 |
| 2 | Elfenbenskusten (B) | 3 | 1 | 1 | 1 | 4  | 2  | +2 | 4 |
| 3 | Slovakien (A) | 3 | 1 | 1 | 1 | 5  | 8  | −3 | 4 |
| 4 | Ryssland (D) | 3 | 1 | 0 | 2 | 4  | 2  | +2 | 3 |
| 5 | Kroatien (C) | 3 | 1 | 0 | 2 | 3  | 5  | −2 | 3 |
| 6 | Kanada (E) | 3 | 0 | 2 | 1 | 3  | 6  | −3 | 2 |

## Slutspel

### Slutspelsträd
|  | Åttondelsfinaler | Åttondelsfinaler      |               |                   | Kvartsfinaler | Kvartsfinaler  |                   |                   | Semifinaler      | Semifinaler      |                  |   | Final            | Final            |
|  | 0                | 0                     | 0             | 0                 | 0             | 0              | 0                 | 0                 | 0                | 0                | 0                | 0 | 0                | 0                |
|  | 28/10 — Sharja   | 28/10 — Sharja        | 0             | 0                 |               |                | 0                 | 0                 |                  |                  | 0                | 0 |                  |                  |
|  | 28/10 — Sharja   | 28/10 — Sharja        | 0             | 0                 |               |                | 0                 | 0                 |                  |                  | 0                | 0 |                  |                  |
|  | 0 Honduras       | 1                     | 0             | 0                 |               |                | 0                 | 0                 |                  |                  | 0                | 0 |                  |                  |
|  | 0 Honduras       | 1                     | 0             | 0                 | 1/11 — al-Ayn |                | 0                 | 0                 |                  |                  | 0                | 0 |                  |                  |
|  | 0 Uzbekistan     | 0                     | 0             | 0                 |               |                | 0                 | 0                 |                  |                  | 0                | 0 |                  |                  |
|  | 0 Uzbekistan     | 0                     | 0             | 0                 | 0 Honduras    | 1              | 0                 | 0                 |                  |                  | 0                | 0 |                  |                  |
|  | 28/10 — Sharja   |                       | 0             | 0                 | 0 Honduras    | 1              | 0                 | 0                 |                  |                  | 0                | 0 |                  |                  |
|  | 0                | 0 Sverige             | 0             | 2                 | 0             |                |                   | 0                 |                  |                  | 0                | 0 |                  |                  |
|  | 0                | 0 Sverige             | 0             | 2                 | 0             | 0 Japan        | 1                 | 0                 |                  |                  | 0                | 0 |                  |                  |
|  | 0                | 0                     | 0             | 5/11 — Dubai      | 5/11 — Dubai  | 0 Japan        | 1                 | 0                 |                  |                  | 0                | 0 |                  |                  |
|  | 0                | 0                     | 0             | 5/11 — Dubai      | 5/11 — Dubai  | 0 Sverige      | 2                 | 0                 | 0                |                  | 0                | 0 |                  |                  |
|  | 0                |                       |               | 0 Sverige         | 0             | 0 Sverige      | 2                 | 0                 | 0                |                  | 0                | 0 |                  |                  |
|  | 0                | 29/10 — Ras al-Khayma |               | 0 Sverige         | 0             |                |                   | 0                 |                  |                  | 0                | 0 |                  |                  |
|  | 0                | 0                     | 0 Nigeria     | 3                 | 0             |                |                   |                   |                  |                  |                  | 0 |                  |                  |
|  | 0                | 0                     | 0 Nigeria     | 3                 | 0             | 0 Uruguay      | 4                 | 0                 |                  |                  |                  | 0 |                  |                  |
|  | 0                | 0                     | 2/11 — Sharja | 2/11 — Sharja     | 0             | 0 Uruguay      | 4                 | 0                 | 0                | 0                |                  | 0 |                  |                  |
|  | 0                | 0                     | 2/11 — Sharja | 2/11 — Sharja     | 0             | 0 Slovakien    | 2                 | 0                 | 0                | 0                |                  | 0 |                  |                  |
|  | 0                | 0                     | 0 Uruguay     | 0                 | 0             | 0 Slovakien    | 2                 | 0                 |                  |                  |                  | 0 |                  |                  |
|  | 0                | 0                     | 0 Uruguay     | 0                 | 0             | 29/10 — al-Ayn |                   | 0                 |                  |                  |                  | 0 |                  |                  |
|  | 0                | 0                     | 0 Nigeria     | 2                 | 0             | 0              |                   | 0                 |                  |                  |                  | 0 |                  |                  |
|  | 0                | 0                     | 0 Nigeria     | 2                 | 0             | 0              | 0 Nigeria         | 0                 | 4                |                  |                  | 0 |                  |                  |
|  | 0                | 0                     | 0             | 0                 | 0             | 0              | 0 Nigeria         | 0                 | 4                | 8/11 — Abu Dhabi | 8/11 — Abu Dhabi | 0 |                  |                  |
|  | 0                | 0                     | 0             | 0                 | 0             | 0              | 0 Iran            | 1                 | 0                | 8/11 — Abu Dhabi | 8/11 — Abu Dhabi | 0 |                  |                  |
|  | 0                | 0                     |               |                   | 0             | 0              | 0 Iran            | 1                 | 0                | 0 Nigeria        | 3                | 0 |                  |                  |
|  | 0                | 0                     | 29/10 — Dubai |                   | 0             | 0              |                   |                   | 0                | 0 Nigeria        | 3                | 0 |                  |                  |
|  | 0                | 0                     | 0             | 0 Mexiko          | 0             | 0              | 0                 |                   | 0                |                  |                  |   |                  |                  |
|  | 0                | 0                     | 0             | 0 Mexiko          | 0             | 0              | 0                 | 0 Argentina       | 0                | 3                |                  |   |                  |                  |
|  | 0                | 0                     | 0             | 2/11 — Sharja     | 2/11 — Sharja | 0              | 0                 | 0                 | 0                | 3                |                  |   |                  |                  |
|  | 0                | 0                     | 0             | 2/11 — Sharja     | 2/11 — Sharja | 0              | 0                 | 0                 | 0 Tunisien       | 1                | 0                |   |                  |                  |
|  | 0                | 0                     | 0             | 0 Argentina       | 2             | 0              |                   |                   | 0 Tunisien       | 1                | 0                |   |                  |                  |
|  | 0                | 0                     | 0             | 0 Argentina       | 2             | 0              | 29/10 — Fujayra   |                   |                  |                  | 0                |   |                  |                  |
|  | 0                | 0                     | 0             | 0 Elfenbenskusten | 1             | 0              |                   |                   |                  |                  | 0                |   |                  |                  |
|  | 0                | 0                     | 0             | 0 Elfenbenskusten | 1             | 0              | 0 Marocko         | 1                 |                  |                  | 0                |   |                  |                  |
|  | 0                | 0                     | 0             | 0                 | 0             | 0              | 0 Marocko         | 1                 | 5/11 — Abu Dhabi | 5/11 — Abu Dhabi | 0                |   |                  |                  |
|  | 0                | 0                     | 0             | 0                 | 0             | 0              | 0 Elfenbenskusten | 2                 | 5/11 — Abu Dhabi | 5/11 — Abu Dhabi | 0                |   |                  |                  |
|  | 0                | 0                     | 0             |                   |               | 0              | 0 Elfenbenskusten | 2                 | 0 Argentina      | 0                | 0                |   |                  |                  |
|  | 0                | 0                     | 0             | 28/10 — Abu Dhabi |               | 0              |                   |                   | 0 Argentina      | 0                | 0                |   |                  |                  |
|  | 0                | 0                     | 0             | 0 Mexiko          | 3             | 0              | 0                 | Bronsmatch        | Bronsmatch       |                  | 0                |   |                  |                  |
|  | 0                | 0                     | 0             | 0 Mexiko          | 3             | 0              | 0                 | Bronsmatch        | Bronsmatch       | 0 Brasilien      | 0                | 3 |                  |                  |
|  | 0                | 0                     | 0             | 1/11 — Dubai      | 1/11 — Dubai  | 0              | 0                 | 0                 | 0                | 0 Brasilien      | 0                | 3 | 8/11 — Abu Dhabi | 8/11 — Abu Dhabi |
|  | 0                | 0                     | 0             | 1/11 — Dubai      | 1/11 — Dubai  | 0              | 0                 | 0                 | 0                | 0 Ryssland       | 1                | 0 | 8/11 — Abu Dhabi | 8/11 — Abu Dhabi |
|  | 0                | 0                     | 0             | 0 Brasilien       | 1 (10)        | 0              | 0                 |                   |                  | 0 Ryssland       | 1                | 0 | 0 Sverige        | 4                |
|  | 0                | 0                     | 0             | 0 Brasilien       | 1 (10)        | 0              | 0                 | 28/10 — Abu Dhabi |                  |                  |                  | 0 | 0 Sverige        | 4                |
|  | 0                | 0                     | 0             | 0 Mexiko (str.)   | 1 (11)        | 0              | 0                 | 0 Argentina       | 1                |                  |                  | 0 |                  |                  |
|  | 0                | 0                     | 0             | 0 Mexiko (str.)   | 1 (11)        | 0              | 0                 | 0 Argentina       | 1                | 0 Italien        | 0                | 0 |                  |                  |
|  | 0                | 0                     | 0             | 0                 | 0             | 0              | 0                 | 0                 | 0                | 0 Italien        | 0                | 0 |                  |                  |
|  | 0                | 0                     | 0             | 0                 | 0             | 0              | 0                 | 0                 | 0                | 0 Mexiko         | 2                | 0 |                  |                  |
|  | 0                | 0                     | 0             |                   |               | 0              | 0                 |                   |                  | 0 Mexiko         | 2                | 0 |                  |                  |

### Åttondelsfinaler
| 37    | 28 oktober | Italien | 0 – 2   | Mexiko               | Mohammed Bin Zayed-stadion                                |                                                           |
| 17:00 | 17:00      |         | (0 – 1) | Díaz 26′ Ochoa 90+3′ | Abu Dhabi Publik: 4 624 Domare: Néstor Pitana (Argentina) | Abu Dhabi Publik: 4 624 Domare: Néstor Pitana (Argentina) |
| 17:00 | 17:00      |         |         |                      | Abu Dhabi Publik: 4 624 Domare: Néstor Pitana (Argentina) | Abu Dhabi Publik: 4 624 Domare: Néstor Pitana (Argentina) |
| 17:00 | 17:00      |         |         |                      | Abu Dhabi Publik: 4 624 Domare: Néstor Pitana (Argentina) | Abu Dhabi Publik: 4 624 Domare: Néstor Pitana (Argentina) |

| 38    | 28 oktober | Japan                | 1 – 2   | Sverige                 | Sharjah Stadium                                      |                                                      |
| 17:00 | 17:00      | Wahlqvist 56′ (sjm.) | (0 – 2) | Berisha 11′ Engvall 36′ | Sharja Publik: 2 257 Domare: Badara Diatta (Senegal) | Sharja Publik: 2 257 Domare: Badara Diatta (Senegal) |
| 17:00 | 17:00      |                      |         |                         | Sharja Publik: 2 257 Domare: Badara Diatta (Senegal) | Sharja Publik: 2 257 Domare: Badara Diatta (Senegal) |
| 17:00 | 17:00      |                      |         |                         | Sharja Publik: 2 257 Domare: Badara Diatta (Senegal) | Sharja Publik: 2 257 Domare: Badara Diatta (Senegal) |

| 39    | 28 oktober | Brasilien                         | 3 – 1   | Ryssland         | Mohammed Bin Zayed-stadion                                      |                                                                 |
| 20:00 | 20:00      | Mosquito 72′ Boschilia 80′, 90+3′ | (0 – 0) | A. Makarov 90+1′ | Abu Dhabi Publik: 4 624 Domare: Khalil Al-Ghamdi (Saudiarabien) | Abu Dhabi Publik: 4 624 Domare: Khalil Al-Ghamdi (Saudiarabien) |
| 20:00 | 20:00      |                                   |         |                  | Abu Dhabi Publik: 4 624 Domare: Khalil Al-Ghamdi (Saudiarabien) | Abu Dhabi Publik: 4 624 Domare: Khalil Al-Ghamdi (Saudiarabien) |
| 20:00 | 20:00      |                                   |         |                  | Abu Dhabi Publik: 4 624 Domare: Khalil Al-Ghamdi (Saudiarabien) | Abu Dhabi Publik: 4 624 Domare: Khalil Al-Ghamdi (Saudiarabien) |

| 40    | 28 oktober | Honduras   | 1 – 0   | Uzbekistan | Sharjah Stadium                                        |                                                        |
| 20:00 | 20:00      | Bodden 74′ | (0 – 0) |            | Sharja Publik: 2 257 Domare: Pavel Královec (Tjeckien) | Sharja Publik: 2 257 Domare: Pavel Královec (Tjeckien) |
| 20:00 | 20:00      |            |         |            | Sharja Publik: 2 257 Domare: Pavel Královec (Tjeckien) | Sharja Publik: 2 257 Domare: Pavel Královec (Tjeckien) |
| 20:00 | 20:00      |            |         |            | Sharja Publik: 2 257 Domare: Pavel Královec (Tjeckien) | Sharja Publik: 2 257 Domare: Pavel Královec (Tjeckien) |

| 41    | 29 oktober | Uruguay                                      | 4 – 2   | Slovakien                 | Emirates Club Stadium                                                |                                                                      |
| 17:00 | 17:00      | Otormín 5′, 58′ Méndez 34′ (str.) Acosta 42′ | (3 – 0) | Vestenický 63′ Siplak 85′ | Ras al-Khayma Publik: 2 215 Domare: Marco Antonio Rodríguez (Mexiko) | Ras al-Khayma Publik: 2 215 Domare: Marco Antonio Rodríguez (Mexiko) |
| 17:00 | 17:00      |                                              |         |                           | Ras al-Khayma Publik: 2 215 Domare: Marco Antonio Rodríguez (Mexiko) | Ras al-Khayma Publik: 2 215 Domare: Marco Antonio Rodríguez (Mexiko) |
| 17:00 | 17:00      |                                              |         |                           | Ras al-Khayma Publik: 2 215 Domare: Marco Antonio Rodríguez (Mexiko) | Ras al-Khayma Publik: 2 215 Domare: Marco Antonio Rodríguez (Mexiko) |

| 42    | 29 oktober | Marocko          | 1 – 2   | Elfenbenskusten              | Fujairah Club Stadium                                   |                                                         |
| 17:00 | 17:00      | Bnou Marzouk 60′ | (0 – 1) | Kessie 4′ (str.) Ahissan 75′ | Fujayra Publik: 4 172 Domare: Craig Thomson (Skottland) | Fujayra Publik: 4 172 Domare: Craig Thomson (Skottland) |
| 17:00 | 17:00      |                  |         |                              | Fujayra Publik: 4 172 Domare: Craig Thomson (Skottland) | Fujayra Publik: 4 172 Domare: Craig Thomson (Skottland) |
| 17:00 | 17:00      |                  |         |                              | Fujayra Publik: 4 172 Domare: Craig Thomson (Skottland) | Fujayra Publik: 4 172 Domare: Craig Thomson (Skottland) |

| 43    | 29 oktober | Argentina                          | 3 – 1   | Tunisien       | Al-Rashid Stadium                                     |                                                       |
| 20:00 | 20:00      | Ferreyra 2′ Ibáñez 53′ Driussi 73′ | (1 – 1) | Haj Hassen 43′ | Dubai Publik: 6 801 Domare: Svein Oddvar Moen (Norge) | Dubai Publik: 6 801 Domare: Svein Oddvar Moen (Norge) |
| 20:00 | 20:00      |                                    |         |                | Dubai Publik: 6 801 Domare: Svein Oddvar Moen (Norge) | Dubai Publik: 6 801 Domare: Svein Oddvar Moen (Norge) |
| 20:00 | 20:00      |                                    |         |                | Dubai Publik: 6 801 Domare: Svein Oddvar Moen (Norge) | Dubai Publik: 6 801 Domare: Svein Oddvar Moen (Norge) |

| 44    | 29 oktober | Nigeria                                        | 4 – 1   | Iran           | Sheikh Khalifa International Stadium                 |                                                      |
| 20:00 | 20:00      | Okon 23′ Iheanacho 25′ Muhammed 42′ Yahaya 76′ | (3 – 0) | Gholizadeh 84′ | al-Ayn Publik: 6 825 Domare: Héber Lopes (Brasilien) | al-Ayn Publik: 6 825 Domare: Héber Lopes (Brasilien) |
| 20:00 | 20:00      |                                                |         |                | al-Ayn Publik: 6 825 Domare: Héber Lopes (Brasilien) | al-Ayn Publik: 6 825 Domare: Héber Lopes (Brasilien) |
| 20:00 | 20:00      |                                                |         |                | al-Ayn Publik: 6 825 Domare: Héber Lopes (Brasilien) | al-Ayn Publik: 6 825 Domare: Héber Lopes (Brasilien) |

### Kvartsfinaler
| 46    | 1 november | Honduras      | 1 – 2   | Sverige               | Sheikh Khalifa International Stadium                   |                                                        |
| 17:00 | 17:00      | Velasquez 37′ | (1 – 0) | Rakip 68′ Berisha 74′ | al-Ayn Publik: 7 028 Domare: Abdulrahman Abdou (Qatar) | al-Ayn Publik: 7 028 Domare: Abdulrahman Abdou (Qatar) |
| 17:00 | 17:00      |               |         |                       | al-Ayn Publik: 7 028 Domare: Abdulrahman Abdou (Qatar) | al-Ayn Publik: 7 028 Domare: Abdulrahman Abdou (Qatar) |
| 17:00 | 17:00      |               |         |                       | al-Ayn Publik: 7 028 Domare: Abdulrahman Abdou (Qatar) | al-Ayn Publik: 7 028 Domare: Abdulrahman Abdou (Qatar) |

| 45    | 1 november | Brasilien                                                                                        | 1 – 1                        | Mexiko                                                                       | Al-Rashid Stadium                                     |                                                       |
| 20:00 | 20:00      | Nathan 85′                                                                                       | (0 – 0)                      | Ochoa 80′                                                                    | Dubai Publik: 9 210 Domare: Svein Oddvar Moen (Norge) | Dubai Publik: 9 210 Domare: Svein Oddvar Moen (Norge) |
| 20:00 | 20:00      |                                                                                                  |                              |                                                                              | Dubai Publik: 9 210 Domare: Svein Oddvar Moen (Norge) | Dubai Publik: 9 210 Domare: Svein Oddvar Moen (Norge) |
| 20:00 | 20:00      | Mosquito Nathan Lucas Danilo Barbosa Pereira Thiago Maia Joanderson Eduardo Marcos Auro Mosquito | Straffsparksläggning 10 – 11 | Díaz Ochoa Rivas Aguirre Wbias Granados Tovar Robles Govea Terán Gudiño Díaz | Dubai Publik: 9 210 Domare: Svein Oddvar Moen (Norge) | Dubai Publik: 9 210 Domare: Svein Oddvar Moen (Norge) |

| 48    | 2 november | Argentina             | 2 – 1   | Elfenbenskusten   | Sharjah Stadium                                        |                                                        |
| 17:00 | 17:00      | Ibañez 6′ Moreira 33′ | (2 – 0) | Kessie 78′ (str.) | Sharja Publik: 8 288 Domare: Wolfgang Stark (Tyskland) | Sharja Publik: 8 288 Domare: Wolfgang Stark (Tyskland) |
| 17:00 | 17:00      |                       |         |                   | Sharja Publik: 8 288 Domare: Wolfgang Stark (Tyskland) | Sharja Publik: 8 288 Domare: Wolfgang Stark (Tyskland) |
| 17:00 | 17:00      |                       |         |                   | Sharja Publik: 8 288 Domare: Wolfgang Stark (Tyskland) | Sharja Publik: 8 288 Domare: Wolfgang Stark (Tyskland) |

| 47    | 2 november | Uruguay | 0 – 2   | Nigeria          | Sharjah Stadium                                 |                                                 |
| 20:00 | 20:00      |         | (0 – 1) | Awoniyi 18′, 79′ | Sharja Publik: 8 288 Domare: Jair Marrufo (USA) | Sharja Publik: 8 288 Domare: Jair Marrufo (USA) |
| 20:00 | 20:00      |         |         |                  | Sharja Publik: 8 288 Domare: Jair Marrufo (USA) | Sharja Publik: 8 288 Domare: Jair Marrufo (USA) |
| 20:00 | 20:00      |         |         |                  | Sharja Publik: 8 288 Domare: Jair Marrufo (USA) | Sharja Publik: 8 288 Domare: Jair Marrufo (USA) |

### Semifinaler
| 50    | 5 november | Argentina | 0 – 3   | Mexiko                     | Mohammed Bin Zayed-stadion                                |                                                           |
| 17:00 | 17:00      |           | (0 – 2) | Ochoa 5′, 21′ Granados 86′ | Abu Dhabi Publik: 5 621 Domare: Gianluca Rocchi (Italien) | Abu Dhabi Publik: 5 621 Domare: Gianluca Rocchi (Italien) |
| 17:00 | 17:00      |           |         |                            | Abu Dhabi Publik: 5 621 Domare: Gianluca Rocchi (Italien) | Abu Dhabi Publik: 5 621 Domare: Gianluca Rocchi (Italien) |
| 17:00 | 17:00      |           |         |                            | Abu Dhabi Publik: 5 621 Domare: Gianluca Rocchi (Italien) | Abu Dhabi Publik: 5 621 Domare: Gianluca Rocchi (Italien) |

| 49    | 5 november | Sverige | 0 – 3   | Nigeria                       | Al-Rashid Stadium                                   |                                                     |
| 20:00 | 20:00      |         | (0 – 1) | Awoniyi 21′ Okon 80′ Ezeh 81′ | Dubai Publik: 8 800 Domare: Héber Lopes (Brasilien) | Dubai Publik: 8 800 Domare: Héber Lopes (Brasilien) |
| 20:00 | 20:00      |         |         |                               | Dubai Publik: 8 800 Domare: Héber Lopes (Brasilien) | Dubai Publik: 8 800 Domare: Héber Lopes (Brasilien) |
| 20:00 | 20:00      |         |         |                               | Dubai Publik: 8 800 Domare: Héber Lopes (Brasilien) | Dubai Publik: 8 800 Domare: Héber Lopes (Brasilien) |

### Bronsmatch
| 51    | 8 november | Sverige                             | 4 – 1   | Argentina       | Mohammed Bin Zayed-stadion                               |                                                          |
| 17:00 | 17:00      | Berisha 7′, 24′, 57′ Strandberg 20′ | (3 – 1) | Compagnucci 44′ | Abu Dhabi Publik: 20 018 Domare: Badara Diatta (Senegal) | Abu Dhabi Publik: 20 018 Domare: Badara Diatta (Senegal) |
| 17:00 | 17:00      |                                     |         |                 | Abu Dhabi Publik: 20 018 Domare: Badara Diatta (Senegal) | Abu Dhabi Publik: 20 018 Domare: Badara Diatta (Senegal) |
| 17:00 | 17:00      |                                     |         |                 | Abu Dhabi Publik: 20 018 Domare: Badara Diatta (Senegal) | Abu Dhabi Publik: 20 018 Domare: Badara Diatta (Senegal) |

### Final
| 52    | 8 november | Nigeria                                      | 3 – 0   | Mexiko | Mohammed Bin Zayed-stadion                                 |                                                            |
| 20:00 | 20:00      | Aguirre 9′ (sjm.) Iheanacho 56′ Muhammed 81′ | (1 – 0) |        | Abu Dhabi Publik: 20 018 Domare: Craig Thomson (Skottland) | Abu Dhabi Publik: 20 018 Domare: Craig Thomson (Skottland) |
| 20:00 | 20:00      |                                              |         |        | Abu Dhabi Publik: 20 018 Domare: Craig Thomson (Skottland) | Abu Dhabi Publik: 20 018 Domare: Craig Thomson (Skottland) |
| 20:00 | 20:00      |                                              |         |        | Abu Dhabi Publik: 20 018 Domare: Craig Thomson (Skottland) | Abu Dhabi Publik: 20 018 Domare: Craig Thomson (Skottland) |

## Statistik

### Målskyttar
7 mål
- Valmir Berisha

6 mål
| - Boschilia | - Kelechi Iheanacho |  |

5 mål
| - Nathan | - Tomáš Vestenický |  |

4 mål
| - Joaquín Ibáñez - Mosquito | - Iván Ochoa - Taiwo Awoniyi | - Musa Yahaya - Franco Acosta | - Leandro Otormín |

3 mål
| - Ryoma Watanabe - Karim Achahbar | - Younes Bnou Marzouk | - Musa Muhammed | - Gustav Engvall |

2 mål
| - Sebastián Driussi - Germán Ferreyra - Matías Sánchez - Caio - Moussa Bakayoko | - Franck Kessie - Jorge Bodden - Brayan Velásquez - Luca Vido - Jordan Hamilton | - Alejandro Díaz - Ulises Jaimes - Success Isaac - Chidiebere Nwakali - Samuel Okon | - Aleksandr Makarov - Ramil Sheidaev - Kevin Méndez - Nikola Zivotic |

1 mål
| - Lucio Compagnucci - Rodrigo Moreira - Leonardo Suárez - Gabriel - Joanderson - Junior Ahissan - Aboubakar Keita - Meïté Yakou - Alameri Zayed - Khaled Khalfan - Jeffri Flores - Fredy Medina - Ali Gholizadeh - Mostafa Hashemi - Amir Hossein Karimi | - Yousef Seyyedi - Mohammed Salam - Sherko Kareem - Vittorio Parigini - Daisuke Sakai - Taro Sugimoto - Kosei Uryu - Elias Roubos - Alen Halilović - Robert Murić - Ante Roguljić - Nabil Jaadi - Hamza Sakhi - José Almanza - Marco Granados | - Ulises Rivas - Chidera Ezeh - Chigozi Obasi - Werner Wald - Ervin Zorilla - Alexandr Golovin - Denis Vavro - Michal Siplak - Mirza Halvadzic - Erdal Rakip - Anton Salétros - Carlos Strandberg - Ali Suljić - Mohamed Ben Larbi - Mohamed Dräger | - Maher Gabsi - Hazem Haj Hassen - Chiheb Jbeli - Marcio Benítez - Joel Bregonis - Facundo Ospitaleche - Franco Pizzichillo - Shohjahon Abbasov - Rustamjon Ashurmatov - Jamshid Boltaboev - José Caraballo - José Márquez - Sascha Horvath - Tobias Pellegrini |

Självmål
| - Duje Ćaleta-Car (mot Uzbekistan) | - Erick Aguirre (mot Nigeria) | - Linus Wahlqvist (mot Japan) |

## Sammanställning
| Nr | Lag                   | S | V | O | F | GM | IM | MS  | P  |
| -- | --------------------- | - | - | - | - | -- | -- | --- | -- |
| 1  | Nigeria               | 7 | 6 | 1 | 0 | 26 | 5  | +21 | 19 |
| 2  | Mexiko                | 7 | 4 | 1 | 2 | 11 | 11 | 0   | 13 |
| 3  | Sverige               | 7 | 4 | 1 | 2 | 15 | 11 | +4  | 13 |
| 4  | Argentina             | 7 | 4 | 1 | 2 | 13 | 12 | +1  | 13 |
| 5  | Brasilien             | 5 | 4 | 1 | 0 | 19 | 4  | +15 | 13 |
| 6  | Uruguay               | 5 | 3 | 1 | 1 | 14 | 6  | +8  | 10 |
| 7  | Elfenbenskusten       | 5 | 2 | 1 | 2 | 7  | 5  | +2  | 7  |
| 8  | Honduras              | 5 | 2 | 1 | 2 | 6  | 8  | −2  | 7  |
| 9  | Japan                 | 4 | 3 | 0 | 1 | 7  | 4  | +3  | 9  |
| 10 | Marocko               | 4 | 2 | 1 | 1 | 8  | 5  | +3  | 7  |
| 11 | Uzbekistan            | 4 | 2 | 1 | 1 | 4  | 2  | +2  | 7  |
| 12 | Tunisien              | 4 | 2 | 0 | 2 | 5  | 6  | −1  | 6  |
| 13 | Italien               | 4 | 2 | 0 | 2 | 3  | 4  | −1  | 6  |
| 14 | Iran                  | 4 | 1 | 2 | 1 | 4  | 8  | −4  | 5  |
| 15 | Slovakien             | 4 | 1 | 1 | 2 | 7  | 12 | −5  | 4  |
| 16 | Ryssland              | 4 | 1 | 0 | 3 | 5  | 5  | 0   | 3  |
| 17 | Kroatien              | 3 | 1 | 0 | 2 | 3  | 5  | −2  | 3  |
| 18 | Kanada                | 3 | 0 | 2 | 1 | 3  | 6  | −3  | 2  |
| 19 | Österrike             | 3 | 0 | 1 | 2 | 4  | 6  | −2  | 1  |
| 20 | Panama                | 3 | 0 | 0 | 3 | 2  | 7  | −5  | 0  |
| 21 | Venezuela             | 3 | 0 | 0 | 3 | 2  | 9  | −7  | 0  |
| 22 | Förenade arabemiraten | 3 | 0 | 0 | 3 | 2  | 10 | −8  | 0  |
| 23 | Irak                  | 3 | 0 | 0 | 3 | 2  | 12 | −10 | 0  |
| 24 | Nya Zeeland           | 3 | 0 | 0 | 3 | 0  | 11 | −11 | 0  |